# Adolf Brockhoff
Adolf Brockhoff (* 29. November 1919 in Geseke; † 7. Oktober 1997 in Hünstetten) war katholischer Priester und ein Vertreter der kirchlichen Opposition in der DDR.

## Leben
Brockhoff besuchte die Oberschule in Neuss. Er wurde 1938 zum Reichsarbeitsdienst und 1939 zur Wehrmacht eingezogen und kam in sowjetische Kriegsgefangenschaft.
Er studierte 1946 bis 1950 Theologie in Münster, Paderborn und München und wurde 1950 zum Priester geweiht. Bis 1953 war er Vikar in Merseburg und bis 1966 Studentenpfarrer und Leiter des Sprachenseminars in Halle (Saale). 1966 wurde er abgesetzt und bekam Studienurlaub, danach war er bis 1971 Pfarrer in Merseburg.
Seit 1957 stand Brockhoff unter Beobachtung des Ministeriums für Staatssicherheit. Er war ein populärer und charismatischer innerkirchlicher Kritiker und Gegenspieler des Kardinals Alfred Bengsch. 1969 bis 1975 war er aktiv in dem von ihm mitbegründeten kirchen- und gesellschaftskritischen „Aktionskreis Halle“. 
1971 wurde er wegen Zölibatsverletzung als Priester suspendiert und übersiedelte 1975 in die Bundesrepublik Deutschland. Bis zum Ruhestand 1985 wirkte er als Gymnasiallehrer für Religion in Wiesbaden. Er wurde Vater von drei Kindern.

## Schriften
- ...und doch ist der Sommer nahe..., Idstein 1989, ISBN 3-92808-203-5
- Rosa, Idstein 1995, ISBN 3-929522-20-9